# Марія Куніц
Марія Куніц або Марія Куніція (Maria Cunitz, Maria Cunitia; інші варіанти прізвища: Cunicia, Cunitzin, Kunic, Cunitiae, Kunicia, Kunicka;1610 — 1664) — сілезька астрономка. Авторка книги «Urania propitia», в якій вона навела нові таблиці, нову ефемериду і простіше рішення задачі Кеплера про область для визначення положення планети на її еліптичному шляху. На її честь названі кратер Куніц на Венері та мала планета 12624 Маріякунітія.

## Біографія
Марія Куніц народилася у місті Волау (нині Волув, Польща), в сім'ї балтійських німців д-ра Генріха Куніца, який був лікарем і поміщиком, і Марії Шольц з Лігніц (нині Легниця), яка була дочкою німецького вченого Антона фон Шольца (1560—1622), математика і радника герцога Йоахіма Фредеріка з Лігніц. Сім'я згодом переїхала до міста Швайдніц в Нижній Сілезії (сьогодні Свідниця, Польща).
У 1623 році (у віці 13 або 19 років) Марія вийшла заміж за адвоката Давида фон Герстманна. Чоловік помер у 1626 році. Вдруге вона вийшла заміж в 1630 році за доктора Еліаса фон Левена  з Сілезії. У них народилися троє синів: Еліас Теодор, Антон Генріх і Франц Людвіг.
Основна маса робота Марії була написана в маєтку цистерціанського монастиря в Лубніце під Олобком поруч Каліша, де разом зі своїм чоловіком, вона сховалася в спалаху Тридцятилітньої війни (вони були протестантами, а її брати і сестри, які залишилися в Сілезії, перейшли в католицизм). Після повернення до Сілезії у 1650 році вони опублікували за свій рахунок книгу Марії. Роботу присвятили імператору Священної Римської імперії Фердинанду III. У 1655 році пожежа у Пічені (нині Бичина) знищила всі наукові праці Марії, а також інструменти та хімікати, які використовуються для виготовлення лікарських засобів. Пожежа підірвала їхнє джерело доходу. У 1661 році Марія стала вдовою, а через три роки, у 1664 померла сама у місті Бичина.
Рік народження Марії невизначений. Ніяких документів про народження, хрещення та інші подібні документи не знайдено. У першій великій німецькомовній публікації про Марію 1798 року були роздуми з цього приводу. Д-р Пауль Кнотель вважав 1604-й роком народження Марії. Ця дата мала сенс, оскільки її батьки одружилися у 1603-му, а Марія була найстаршою їхньою дитиною. Інші автори також посилалися на цей рік. Доказом того, що Марія насправді народилася у 1610 році, є збірник віршів з привітаннями з її першого весілля, в поєднанні з листом Еліаса Леонібуса до Яна Гевелія 1651 року.

## Досягнення

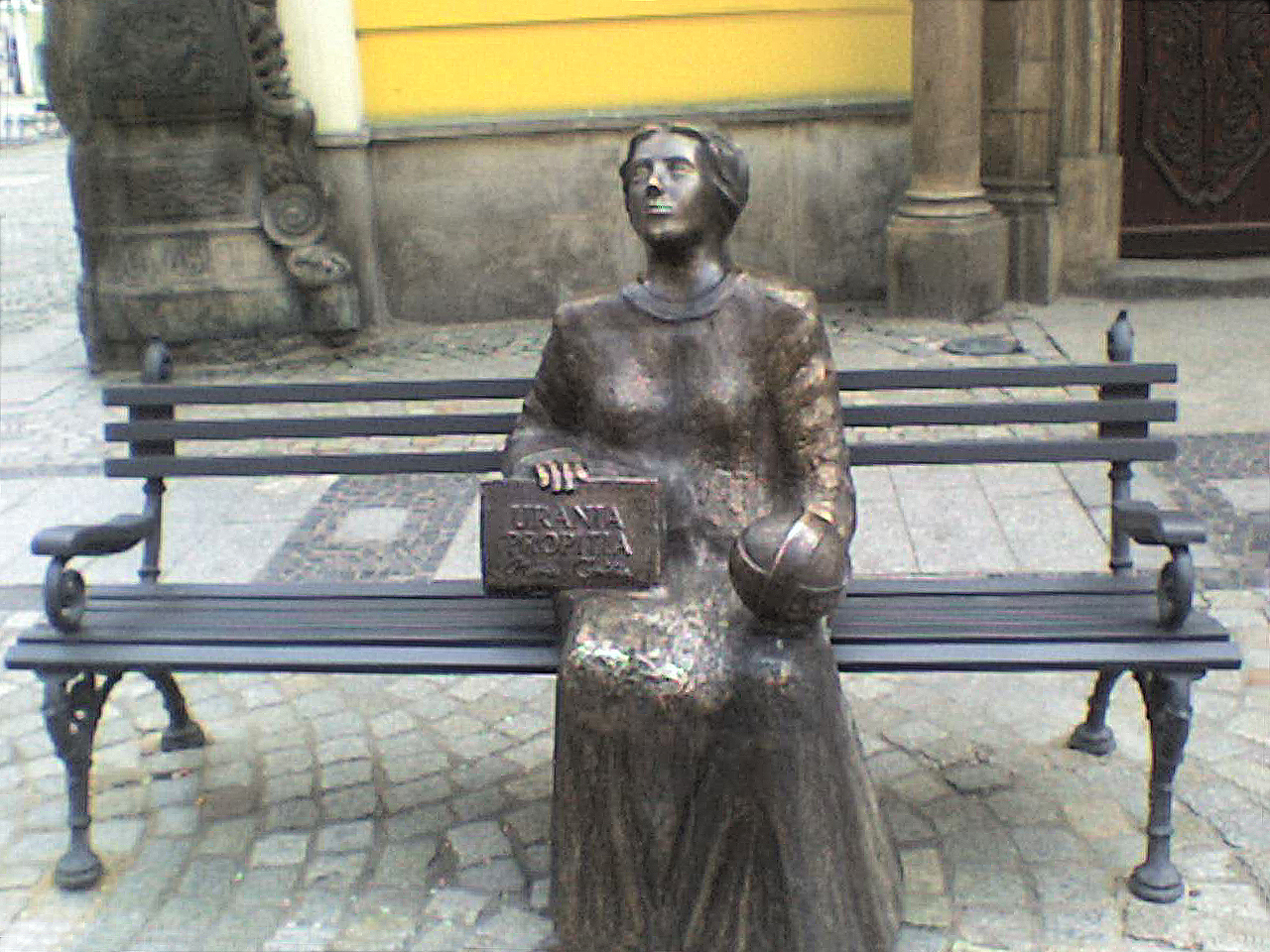
Меморіал Марії Куніц у Свідниці, Польща.

Опублікування книги «Urania propitia» (Олсе, Сілезія, 1650) принесло Куніц популярність в Європі. Вона була визнана як найвизначніша жінка в астрономії з часів Гіпатії Александрійської. Її книга була написана і латиною, і німецькою мовою, що відіграло важливу роль для технічних публікацій того періоду, так як підвищувалася доступність роботи. «Urania propitia» була спрощеним варіантом рудольфинських таблиць. Крім того, вона навела нові таблиці, нову ефемериду і простіше рішення проблеми Кеплера. Дослідниками також визнано внесок книги в розвиток німецької наукової мови .

За численні таланти і досягнення Куніц названо «Сілезькою Паладою». У своїй книзі 1727 року «Schlesiens Hoch- und Wohlgelehrtes Frauenzimmer, nebst unterschiedenen Poetinnen» Йохан Каспар Еберті написав: 
|  | (Марія) Куніція чи Куніц була дочкою знаменитого Генріха Куніція. Вона була добре освіченою жінкою, як королева серед сілезької жіночності. Вона могла розмовляти семи мовами, німецькою, італійською, французькою, польською, латинською, грецькою та івритом, була досвідченою музиканткою і видатною художницею. Вона була відданою астрологинею і особливо насолоджувалася астрономічними проблемами. |

## Національність
Марія Куніц, зазвичай, описується як сілезька науковиця, наприклад, в 11 виданні Британської енциклопедії 1911 року.  Вона народилася і провела більшу частину свого життя в Священній Римській імперії, в яку входили також ненімецькомовна меншість, керована австрійською династією монархів Габсбургів. Частина Сілезії, в якій жила Марія, належала до Богемії до 990 року, об'єднаної Польщі між 990-м і 1202-м роками і частиною Богемії між 1038 і 1050 роками. У 1202 році польська метрополія була скасована, і всі польські герцоги, включаючи сілезьких, стали незалежними, хоча чотири сілезські князі 13-го століття були правителями Кракова і мали титул герцога Польщі. У 1331 році регіон знову став частиною Богемії. У 1742 році Сілезія увійшла до складу Пруссії, у 1871 році — до Німецької імперії, а у 1945 до Польщі.
Під час життя Марії, національність не грала таку ж значну роль у визначенні ідентичності людини, як це робиться сьогодні. Тим не менш, численні пізніші джерела призначали Марії Куніц національність відповідно до їхнього власного часу. В основному, її описували як німкеню, наприклад, у Бібліографічному словнику жінок в науці. Вона також була описана як полька, а деякі дослідники вважають її першою польською астрономкою.